# Török Katalin (nagybirtokos)
Enyingi Török Katalin (1580-85 között – 1617 után) Erdély leggazdagabb nagybirtokos asszonya, az enyingi Török család erdélyi ágából.
(II.) Török János és Iffju Anna leánya, öccse (III.) Török Bálint hunyadi főispán volt. Első férje Bogáthy Mihály, második férje mihályi Csáky István, a harmadik pedig a Dengeleghy család utolsó sarja, Bocskai István hadvezére, Dengeleghy Mihály volt. Három férje és híres családja után is nagy vagyont örökölt. A korabeli – kortárs vélemények szerint nem alaptalan – vádak szerint viszonya volt unokaöccsével, somlyói Báthory Gábor erdélyi fejedelemmel, aki szeretőjét fejedelemasszonyként szerette volna maga mellett látni. Báthory bukása és Bethlen Gábor hatalomra kerülése után az erdélyi országgyűlés boszorkánysággal vádolta meg és bűnéül rótta fel a meggyilkolt fejedelemmel való viszonyát is. A Bethlen által kreált koncepciós per, amelybe Török Katalin mellett bevádolták Báthory Gábor fejedelem tulajdon húgát, Báthory Annát is, azt a célt szolgálta, hogy a fiatal özvegyasszonyok kezén levő roppant vagyon megszerzésével a fejedelmi egyeduralmat biztosítsa. Az erdélyi országgyűlés Török Katalint száműzte, aki negyedszer körtvélyesi Vadas (más forrás szerint Vadász) Mihályhoz ment nőül, akitől egy leánya született.